# Nattalin
Nattalin är en kommun i Myanmar.   Den ligger i regionen Bagoregionen, i den södra delen av landet, 140 km söder om huvudstaden Naypyidaw. Antalet invånare är 165 457.